# Trần Văn Năng
Trần Văn Năng (陳文能, 1763 - 1835), là tướng nhà Nguyễn trong lịch sử Việt Nam.

## Sự nghiệp
Trần Văn Năng là người huyện Vĩnh Xương, tỉnh Khánh Hòa.
Năm Đinh Dậu (1777), ông đầu quân chúa Nguyễn Phúc Ánh.ông được bổ làm đội trưởng, rồi thăng Thuộc nội cai đội.
Ông lập nhiều chiến công, được thăng vệ úy. Sau, ông theo Tiền quân Nguyễn Văn Thành, đến khi đánh hạ được thành Bình Định, ông được thăng Phó đô Thống chế hậu doanh Thần sách, rồi Đô thống chế.
Năm 1802, chúa Nguyễn Phúc Ánh lên ngôi vua lấy hiệu là Gia Long, ông hộ giá nhà vua ra Thăng Long đánh đổ nhà Tây Sơn.
Năm 1808, ông quản lãnh Thần sách ngũ dinh ở Gia Định, chưa được bao lâu, lại được triệu về kinh, cử đi mộ lính (1810).
Năm 1812, ông kiêm lãnh Chấn vũ quân phó tướng
Năm 1813, Trần Văn Năng cùng Tổng trấn Gia Định thành Lê Văn Duyệt đưa Nặc Chân về nước. Sau đó ông được triệu về kinh kiêm lý Thần sách quân ngũ dinh.
Năm 1818, ở Nghệ An có nhóm người nổi lên chống nhà Nguyễn, vua Gia Long phái Trần Văn Năng mang quân đi tiểu trừ
Năm 1821, nhà vua ngự giá ra Bắc để nhận dụ sắc phong của nhà Thanh, ông được sung chức Tùy giá đại thần.
Năm 1822, trời mưa to làm sụp 2.057 trượng (tức 8.228m) tường thành của kinh thành Huế. Vua Minh Mạng giao cho ông và Nguyễn Văn Vân đốc xuất công việc tu sửa.
Năm sau (1823), ông lại lãnh nhiệm vụ trùng tu nhà Thái Miếu, rồi sau nữa ông được sung Tổng lý đại thần và được cử vào Gia Định làm Phó tổng trấn. Trong thời gian ở đây, ông đã hiệp cùng Nguyễn Văn Thoại, Nguyễn Văn Tuyên, Nguyễn Văn Tồn cùng lo việc mộ dân, và đôn đốc việc đào kinh Vĩnh Tế tại vùng biên giới tỉnh An Giang.
Năm 1824, ông lại được triệu về kinh đô Huế nhận chức Tiền quân đô thống chế quản thủ.
Từ năm 1826 trở đi, ông lần lượt trải qua các chức: Chưởng dinh kiêm lãnh Thương bạc và Quản giáo dưỡng binh, Quản đốc Tào chính quyển lãnh Tướng quân Thống chế ấn triện, Tiền quân Đô thống phủ Chưởng phủ sự.
Năm 1832, xét công trạng, nhà vua ban cho ông tước Lương Tài hầu.
Năm 1833, Lê Văn Khôi khởi binh chiếm thành Gia Định, rồi cho người sang cầu cứu vua Xiêm La. Để đối phó cánh quân Tây Nam của đối phương, vua Minh Mạng phong Trần Văn Năng làm Bình Khấu tướng quân để hiệp với các tướng là khác cùng thống lãnh quân đội chống ngăn.
Sau nhiều trận giao tranh dữ dội, quan quân Việt thu phục được đồn Châu Đốc, thành Hà Tiên...rồi vượt sang biên giới đánh đuổi quân Xiêm La ra khỏi thành Nam Vang
Phần vì tuổi già, phần vì chinh chiến gian khổ, Trần Văn Năng lâm trọng bệnh phải giao binh quyền lại cho tướng Trương Minh Giảng để về nước trị bệnh.Trần Văn Năng đến Bến Siêu (thuộc Cù Lao Tây, huyện Thanh Bình, tỉnh Đồng Tháp) thì ông qua đời (1835), thọ 72 tuổi.
Nghe tin ông mất, vua Minh Mạng ra lệnh phải mang thi hài ông về Kinh đô Huế an táng, cho truy tặng ông chức Thái phó tước Tân Thành quận công, ban tên thụy là Trung Dũng. Ngoài ra, nhà vua còn cho bãi triều ba ngày và ban cho một bài thơ ngự chế.
Năm 1858, vua Tự Đức cho thờ ông trong đền Hiền Lương. Mộ ông hiện còn ở miền núi Hoàng Long thuộc thành phố Huế.

## Sách tham khảo
- Quốc sử quán triều Nguyễn, Đại Nam chính biên liệt truyện. Nhà xuất bản Văn Học, 2004.
- Trần Trọng Kim, Việt Nam sử lược. Nhà xuất bản Tân Việt, Sài Gòn, 1968.